# フルミゾール
フルミゾール(Flumizole)は、抗炎症薬である。より詳細には、シクロオキシゲナーゼの阻害により作用する非ステロイド性抗炎症薬である。